# Reagrupament
Reagrupament, aussi appelé Reagrupement Independentista (RI), est un parti indépendantiste catalan. Ses membres sont appelés reagrupats.
Reagrupament est née comme un courant critique au sein de Gauche républicaine de Catalogne. Certains militants d'ERC étaient mécontents de l'évolution du pacte entre ERC, PSC et ICV appelé le tripartit (2003-2006 et 2006-2010). Pour beaucoup de militants et électeurs d'ERC, l'évolution politique en Catalogne et les actions du gouvernement catalan démontraient que cette alliance empêchait ERC de développer son programme indépendantiste.
Le projet politique s'articule par le biais de deux organisations : l'association Reagrupament Independantista et le parti politique Reagrupament Independantista, comme instrument pour se présenter aux élections.

## L'association
L'association a pour organe de gouvernement une junte directive. De plus, elle se structure en groupes comarcaux ou régionaux en Catalogne, sauf à Barcelone ou l'organisation se fait par districts. Dans les autres territoires où l'ont parle Catalan, la structure est unique pour tout le territoire (Pays valencien ; Îles Baléares et Pityuses). Dans la structure de Reagrupement existe également la "Viguerie d'Extérieurs" qui s'adresse aux reagrupats résidant en dehors des Pays catalans.
L'association opère également en tant que think tank.
Reagrupament comme association a les objectifs suivants :
- Situer prioritairement l'indépendantisme dans le débat politique catalan.
- Chercher l'unité des forces politiques et sociales qui ont comme objectif la reconnaissance internationale de la nation catalane.
- Créer un cadre favorable à la croissance de la base sociale de l'indépendantisme catalan.
- Favoriser le débat, l'étude et la prise de conscience sociale pour l'indépendance des Pays Catalans.

## Les partis ou cadres électoraux
Étant donné que Reagrupament Independentista est seulement une association et ne peut pas se présenter aux élections en tant que telle, elle s'est dotée de divers partis ou cadres électoraux afin de pouvoir présenter des candidatures aux assemblées. Le premier enregistré fut Reagrupament Nacional Català, en mai 2010 certains membres de Reagrupament ont enregistré le parti Pàtria i Dignitat et d'autres Catalunya Estat, le parti Reagrupament Nacional Català étant en voie de dissolution. Postérieurement, s'est enregistré un parti sous le même nom que l'association : Reagrupament Independantista, nom avec lequel il s'est présenté aux élections du 28 novembre 2010.

## Programme politique
Le programme politique de Reagrupament se centre sur trois axes :
- Indépendance: proclamer l'indépendance de Catalogne
- Démocratie: Régénérer la politique catalane et la doter de plus de démocratie
- Travail: Rétablier la valeur du travail pour surmonter la crise économique